# Thomas Sanderling
Pour les articles homonymes, voir Sanderling.
Thomas Sanderling, né à Novossibirsk (Russie) le 2 octobre 1942, est un chef d'orchestre allemand.

## Biographie
Il grandit à Léningrad, où son père, Kurt Sanderling, est à l'époque, directeur de la musique à l'Orchestre philharmonique. Il fait ses études au Conservatoire de la ville et passe une année au Conservatoire national supérieur de Paris, puis à la Hochschule für Musik de Berlin-Est ; en 1964, il est nommé à Reichenbach, en Allemagne de l'est, puis devient directeur de la musique à l'Opéra de Halle.
Il sera, dès lors, invité à diriger les principales formations symphoniques de République démocratique allemande, mais aussi le Baltimore Symphony, l'Orchestre symphonique de la Radiodiffusion bavaroise et le Théâtre Marinsky.
Après qu'il eut dirigé l'Orchestre symphonique d'URSS, le compositeur Dmitri Chostakovitch lui confie les premières allemandes de ses symphonies n° 13, op 113, et n° 14 op. 135.
Le 27 janvier 2025, il dirige à la Philarmonie de Paris 'Une soirée avec Chostakovitch' avec l'Orchestre national d'Île-de-France.

## Répertoire
Thomas Sanderling est un chef consacré : il est invité à diriger de nombreux orchestres de grande réputation, notamment l'orchestre symphonique académique de Novossibirsk.
Ses enregistrements sont variés et il n'hésite pas à aborder un répertoire beaucoup moins connu. Ainsi en est-il de son intégrale des symphonies du compositeur français Albéric Magnard, avec l'Orchestre symphonique de Malmö (Suède) parue chez BIS.

## Discographie
- Camille Saint-Saëns, Les cinq concertos pour piano et orchestre, Anna Malikova, piano, Orchestre symphonique de la WDR Köln. 2 SACD Audit Musikproduktion 2011
- Deutsche Grammophon va publier un enregistrement du 'Nez' de Chostakovitch (50ème anniversaire décès), sous la direction de Thomas Sanderling, 2025